# 阿部實
阿部 實（あべ みのる、1936年〈昭和11年〉11月29日 - 2017年〈平成29年〉3月3日）は、日本の政治家。元山形県上山市長（2期）。

## 来歴
山形県南村山郡上山町矢来（現上山市）出身。山形工業高校を卒業後、日本大学旧工学部に進学。大学卒業後、山形県職員として就職した。山形県庄内総合支庁副支庁長、山形県土地開発公社専務理事、山形県土木部長などを務めた後、1995年に上山市助役に就任。
前市長の急逝を受け、その葬儀翌日となる1999年1月18日に上山市長選に出馬を表明。党派を超えて、国会議員で民主党の鹿野道彦や自民党の遠藤利明らの支援を受け、社民党系元市議の吉田明との選挙戦を制し2月14日に初当選（阿部實12,770票、吉田明10,087票）。同日市長就任。
2003年2月、無投票により再選。
2007年2月に市長を引退。
2017年に死去した。

## 政策
かみのやま競馬場の累積赤字が続いたことなどから、市の財政難が課題となっていた。そのため、「財政の健全化が市政運営の基本」とした施策を展開。
2005年に期限となっていた旧合併特例法下において、山形市等との広域合併に前向きな姿勢を示し、2003年には2市2町の法定合併協議会が設置された。しかしながら、市の財政が厳しいことなどを理由として、山形市議会より合併に疑問の声が出されるなど交渉が進展せず、また上山市民や事業者、市議会等からの反対の声も多くあり、2005年2月に合併協議は破談した。
合併協議破談後は、行財政改革大綱や財政再建計画の策定、行財政改革推進市民委員会を組織するなど、自立に向けた財政再建に取り組んだ。
上山競馬場の赤字が続いており、財政再建準用団体に陥りかねない財政状況となっていたことから、競馬場の廃止を決断。2003年11月11日をもって上山競馬場の運営を終了した。